# 무사시코가네이역
무사시코가네이역(일본어: 武蔵小金井駅, むさしこがねいえき)은 일본 도쿄도 고가네이시에 있는 역이다. 동일본 여객철도의 주오 본선(주로 주오 쾌속선) 열차가 정차하는 역이다.
2003년부터 2013년까지 예정된 주오 선 고가화 공사로 인해, 역 구조가 자주 바뀐다.

## 타는 곳
| 1 | ■주오 선（쾌속） | 다치카와・하치오지・다카오방면・하이지마・오메 방면（본선）      |
| 2 | ■주오 선（쾌속） | 다치카와・하치오지・다카오 ・하이지마・오메 방면（대피선）       |
| 3 | ■주오 선（쾌속） | 신주쿠・도쿄방면（당역 출발 열차, 대피선） (입체화 공사 진행 중) |
| 4 | ■주오 선（쾌속） | 신주쿠・도쿄방면（本線） (입체화 공사 진행 중)                   |

## 역사
- 1926년 1월 15일 - 영업 개시.
- 2007년 7월 1일 - 하행 승강장 입체화.

## 인접역
| 동일본 여객철도 주오 본선      | 동일본 여객철도 주오 본선 | 동일본 여객철도 주오 본선  |
| ------------------------------ | ------------------------- | -------------------------- |
| JC 14 히가시코가네이 도쿄 방면 | 주오 쾌속선 쾌속          | JC 16 고쿠분지 다카오 방면 |